# 斯科沃羅德基
49°36′48″N 27°11′29″E / 49.61333°N 27.19139°E
斯科沃羅德基（烏克蘭語：Сковородки）是位於烏克蘭西部的村莊，由赫梅利尼茨基州裡赫梅利尼茨基區的米羅柳布內市鎮負責管轄。該村始建於1567年，面積2.84平方公里，海拔高度360米，2021年人口533，人口密度每平方公里246人。